# Борова-Гура (Свентокшиське воєводство)
Борова-Гура (пол. Borowa Góra) — село в Польщі, у гміні Загнанськ Келецького повіту Свентокшиського воєводства.
У 1975-1998 роках село належало до Келецького воєводства.